# Eulocastra sudanensis
Eulocastra sudanensis là một loài bướm đêm trong họ Noctuidae.